# Син Ый Хён
Син Ый Хён (кор. 신의현, род. 1 апреля 1980 года) — южнокорейский лыжник и биатлонист, чемпион зимних Паралимпийских игр 2018 года в лыжных гонках на дистанции 7,5 км. Первый кореец, завоевавший золотую медаль на зимних Паралимпийских играх.

## Биография
Син Ый Хён родился в городе Конджу провинции Чхунчхон-Намдо. В феврале 2006 года, за день до выпуска из колледжа, потерял обе ноги в результате автомобильной аварии.
Вначале Син Ый Хён занимался паравелосипедным спортом и мечтал когда-нибудь выступить на летних Паралимпийских играх. Но всё изменилось, когда его друг предложил ему попробовать себя в лыжных гонках. До этого он также играл в следж-хоккей и баскетбол на колясках.
В сезоне 2015/2016 года на этапе Кубка мира по лыжным гонкам в финском Вуокатти выиграл бронзовую медаль в спринте.
В 2017 году участвовал в чемпионате мира по паралимпийским лыжным гонкам и биатлону в немецком городе Финстерау и завоевал бронзовую медаль в биатлоне на дистанции 12,5 км сидя. Через несколько дней он завоевал серебро в лыжных гонках на 15 км сидя.
На зимних Паралимпийских играх 2018 года в Пхёнчхане Син Ый Хён был выбран знаменосцем сборной своей страны на церемонии открытия. На этих играх Син Ый Хён завоевал золотую медаль в лыжной гонке на 7,5 км классическим стилем сидя. Это первая золотая медаль в истории участия Республики Корея в зимних Паралимпийских играх. Ранее он стал обладателем бронзовой медали в лыжных гонках на дистанции 15 км сидя.